# Regió de la Mediterrània
|  | Aquest article tracta sobre la regió geogràfica de Turquia. Si cerqueu l'àrea d'influència de la Mar Mediterrània, vegeu «Conca del Mediterrani». |

La Regió de la Mediterrània (turc: Akdeniz Bölgesi) és una de les 7 regions geogràfiques de Turquia.
Situada al sud-oest de Turquia, limita amb la Regió de l'Egeu a l'oest, la Regió d'Anatòlia Central al nord, la Regió d'Anatòlia Oriental al nord-est, la Regió d'Anatòlia del Sud-est a l'est, Síria al sud-est, i la mar mediterrània al sud.

## Subdivisió
- Secció d'Adana (turc: Adana Bölümü)
  - Àrea de les Muntanyes Çukurova - Taurus (turc: Çukurova - Toros Yöresi)
  - Àrea d'Antioquia - Kahramanmaraş (turc: Antakya - Kahramanmaraş Yöresi)
- Secció d'Antalya (turc: Antalya Bölümü)
  - Àrea d'Antalya (turc: Antalya Yöresi)
  - Àrea de Göller (turc: Göller Yöresi)
  - Àrea de Taşeli - Mut (turc: Taşeli - Mut Yöresi)
  - Àrea de Teke (turc: Teke Yöresi)

## Ecoregions

### Praderies, sabanes i matollars temperats
- Estepa d'Anatòlia Central

### Boscos mediterranis
- Boscos coníferes i caducifolis mixtos d'Anatòlia
- Boscos coníferes, esclerofil·les i planifolis de la Mediterrània Oriental
- Boscos montans coníferes i caducifolis d'Anatòlia Meridional

## Províncies
Províncies que es troben completament a la Regió de la Mediterrània:
- Adana
- Antalya
- Mersin
- Burdur
- Hatay
- Isparta
- Osmaniye

Províncies que es troben principalment a la Regió de la Mediterrània:
- Kahramanmaraş
- Kilis
- Karaman

Províncies que es troben parcialment a la Regió de la Mediterrània:
- Konya
- Niğde
- Kayseri
- Denizli
- Gaziantep
- Muğla

## Geografia
La regió de la Mediterrània és una regió muntanyenca. Les muntanyes del Taure, una cadena de muntanya que va de l'oest fins a l'est, abasta la major part de la regió. Una altra cadena es diu les muntanyes de Nur que s'estén del nord al sud a l'extrem est de la regió. Les muntanyes s'estenen en paral·lel amb el mar i en la majoria dels llocs, les muntanyes es troben amb el mar excepte en les planes costaneres. Les planes costaneres es van formar en els cursos més baixos dels rius. La plana costanera més important és Çukurova (Cilicia de l'antiguitat) a la part oriental de la regió. Es va formar a pertir de tres rius, Cidnos, Seyhan i Ceyhan. Els principals llacs de la regió, com ara el Llac de Beyşehir, el Llac d'Eğridir i el Llac de Burdur que formen una conca tancada es troben al nord-oest de la regió.
La capital de cada província és una ciutat amb el nom de la província excepte Antioquia, que és la capital de la província de Hatay.
No obstant, atès que les províncies són les unitats administratives, les seves línies frontereres no coincideixen exactament amb les de la regió. Així, la regió també inclou la part oriental de la província de Muğla així com parts meridionals de les províncies veïnes com ara la Província de Konya, la Província de Karaman i la Província de Niğde. D'altra banda, les parts del nord i de l'est de la província de Kahramanmaraş no estan incloses a la regió mediterrània.

## Clima
La Regió de la Mediterrània gaudeix d'un clima mediterrani a la costa, caracteritzat per estius secs i càlids i hiverns templats o frescos i humits. A l'interior de la regió el clima és continental semiàrid i calorós amb secs i càlids i hiverns freds i nevats.

## Imatges

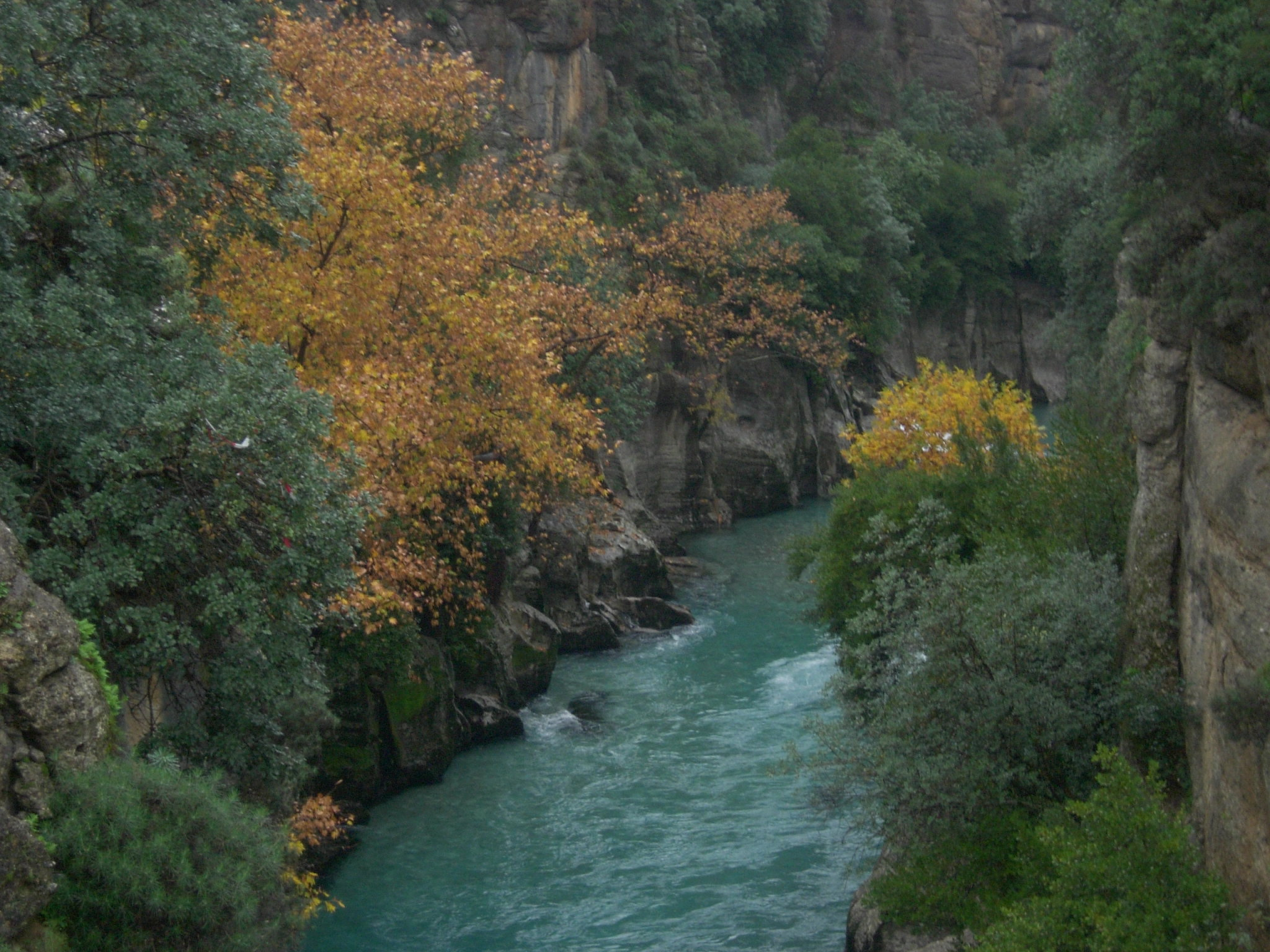
Congost de Köprülü Província de Burdur
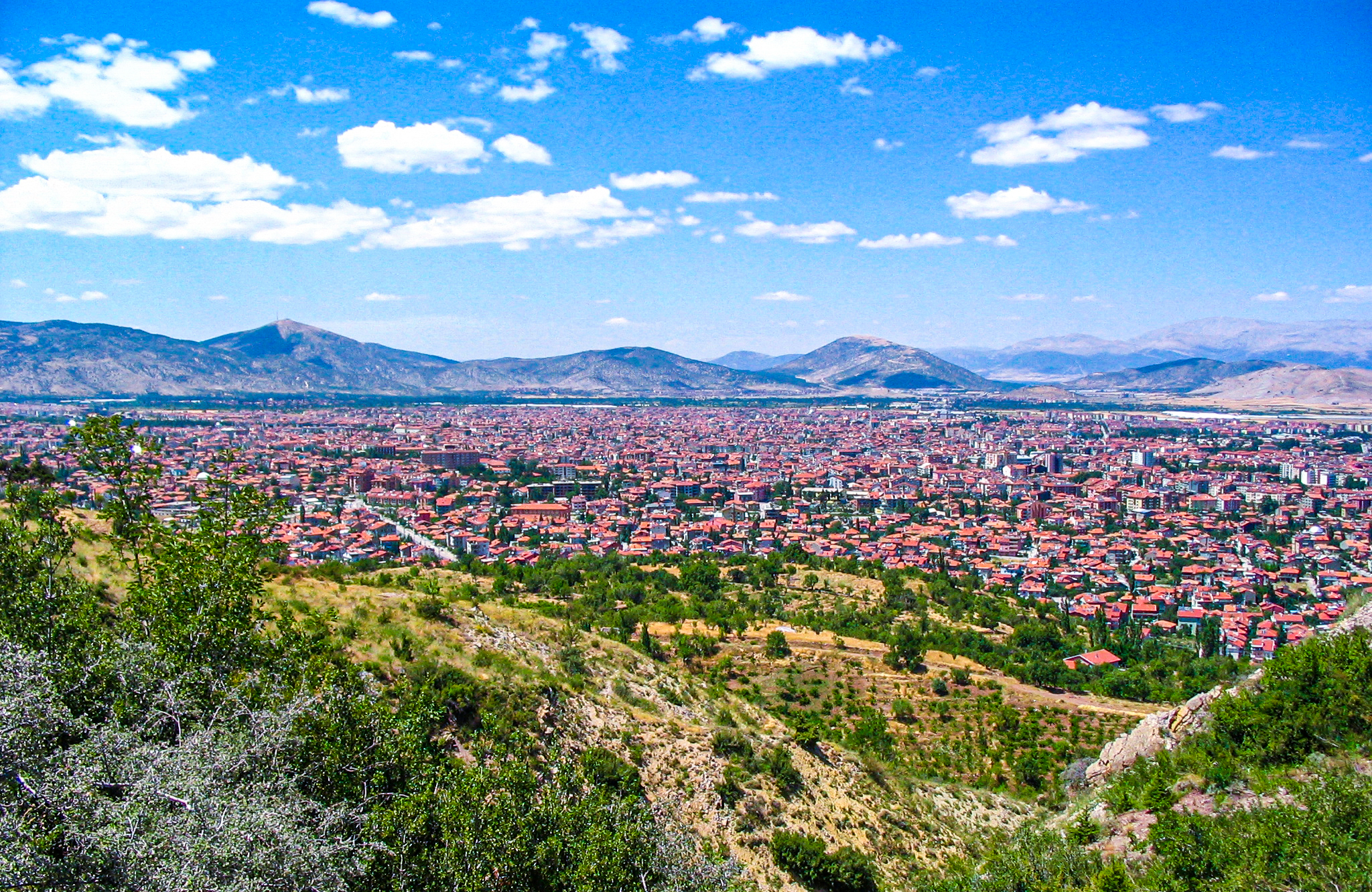
Isparta
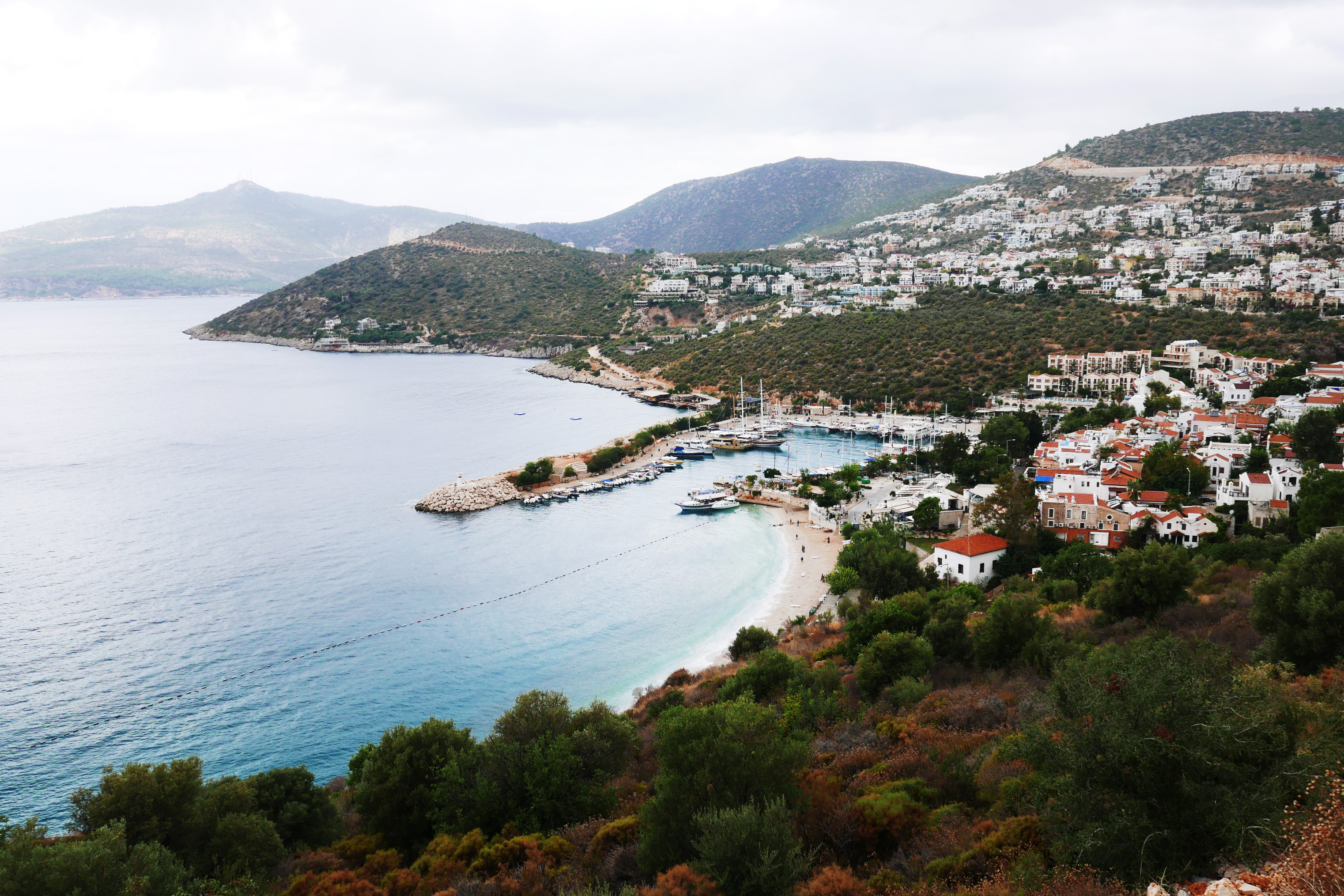
Kalkan, Kaş Província d'Antalya
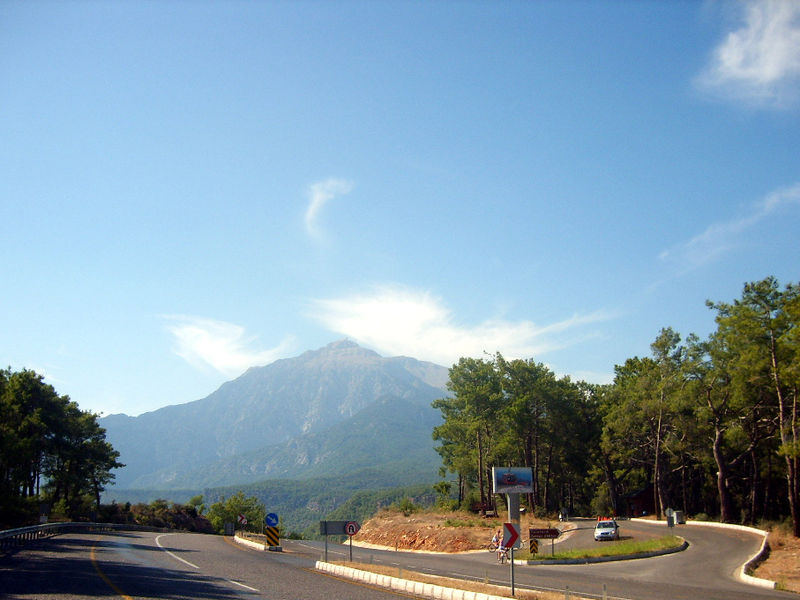
A prop de Tekirova Província d'Antalya
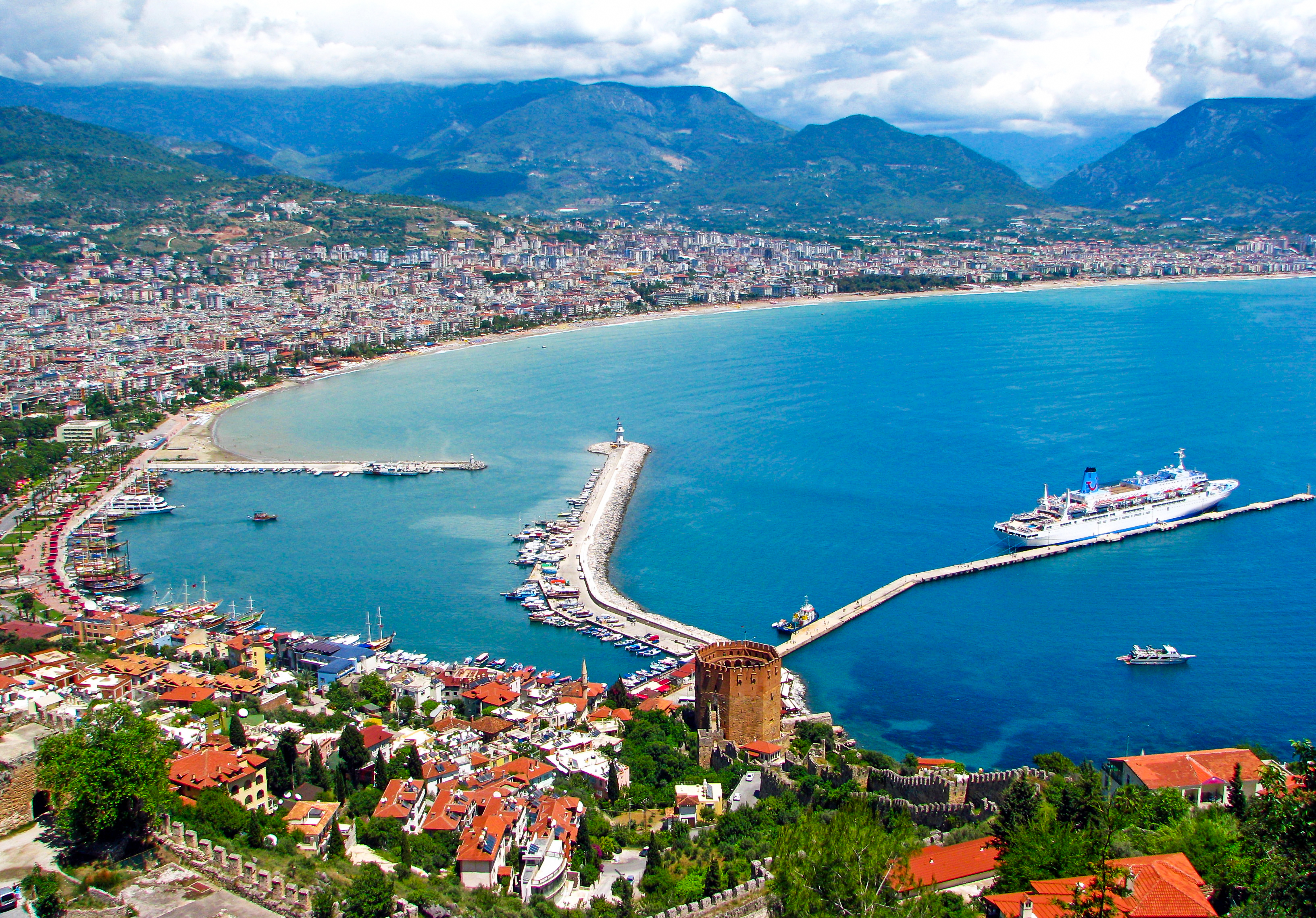
Alanya Província d'Antalya
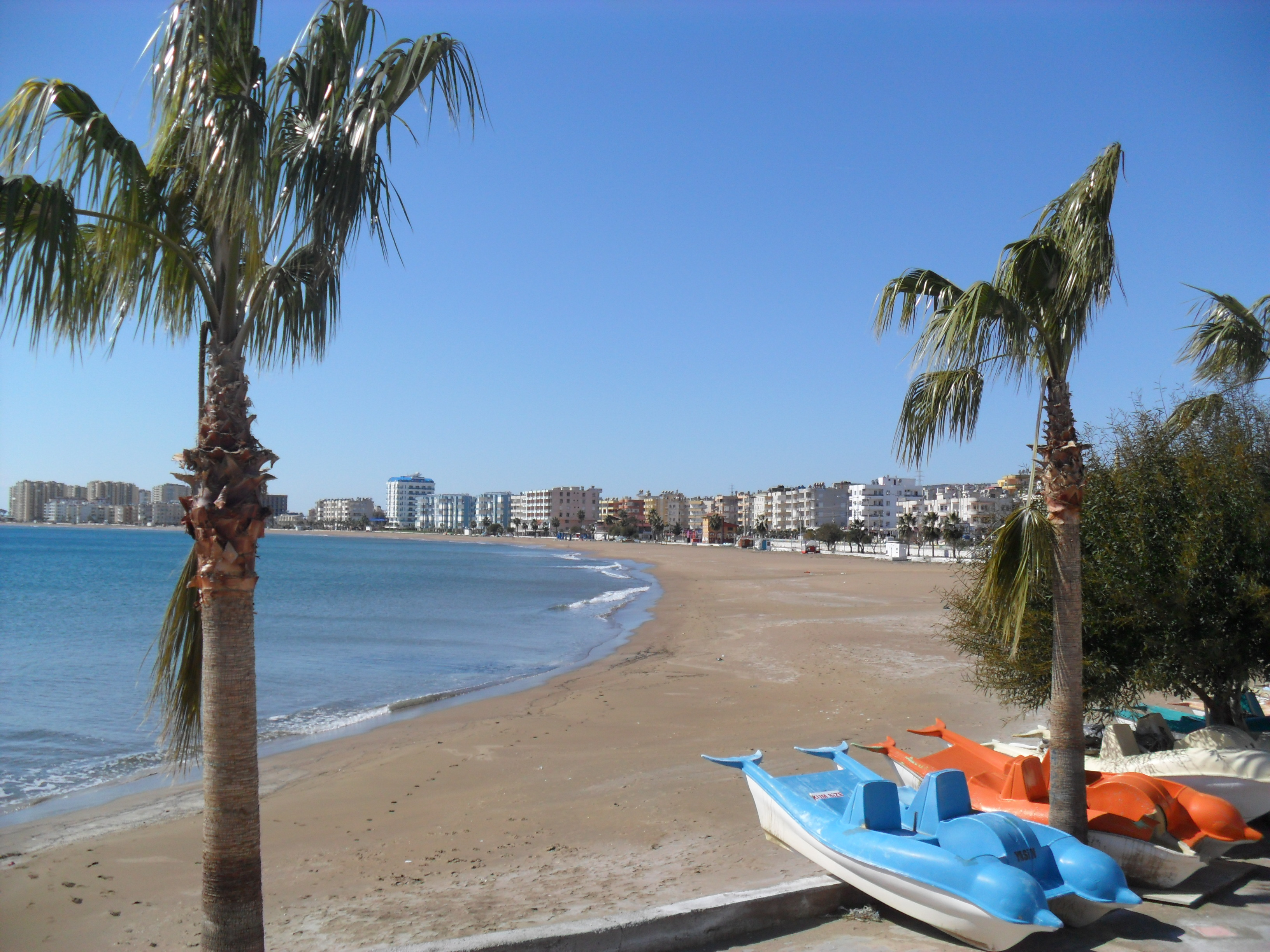
Susanoğlu, Silifke Província de Mersin
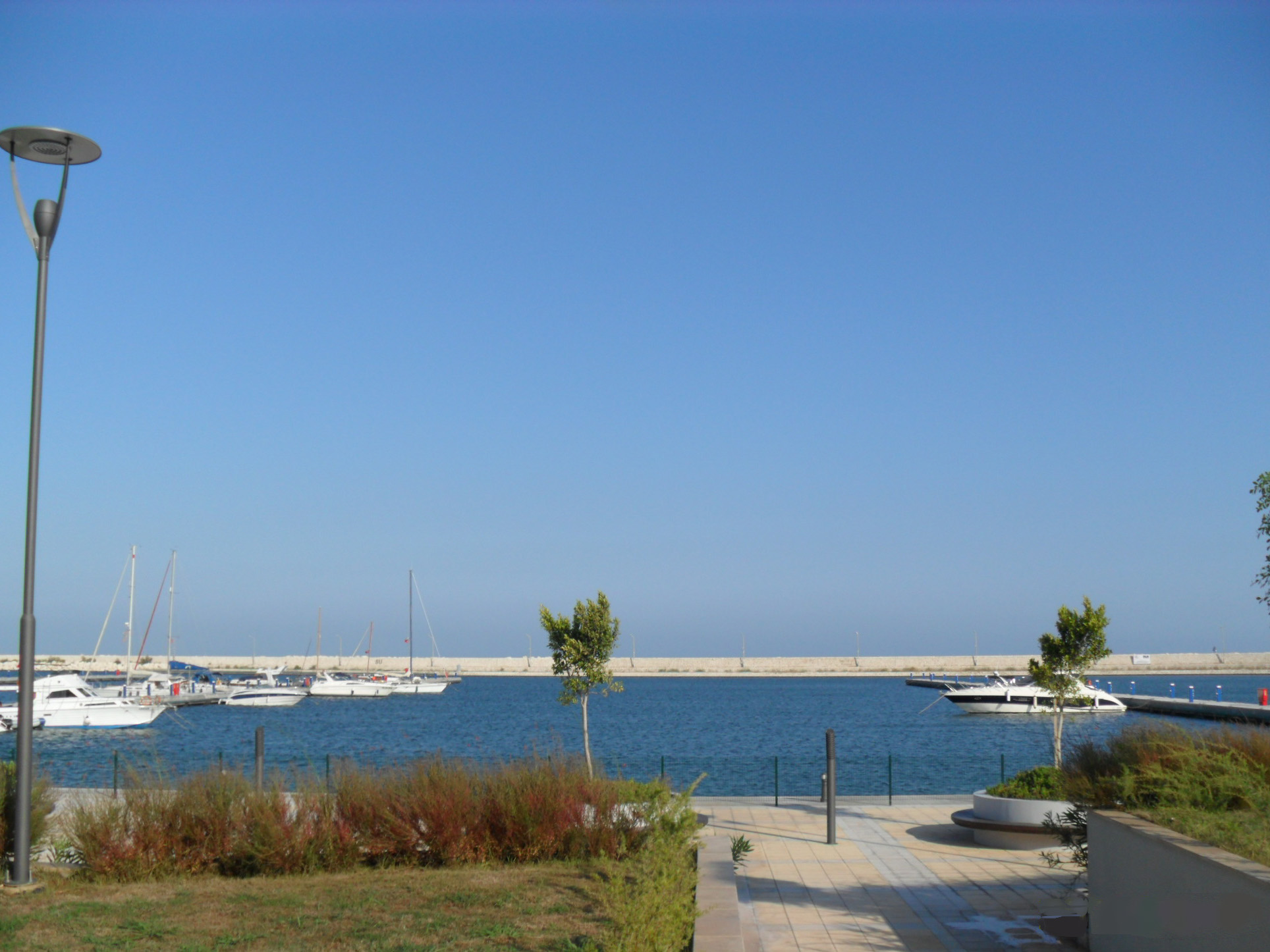
Port esportiu de Mersin Província de Mersin
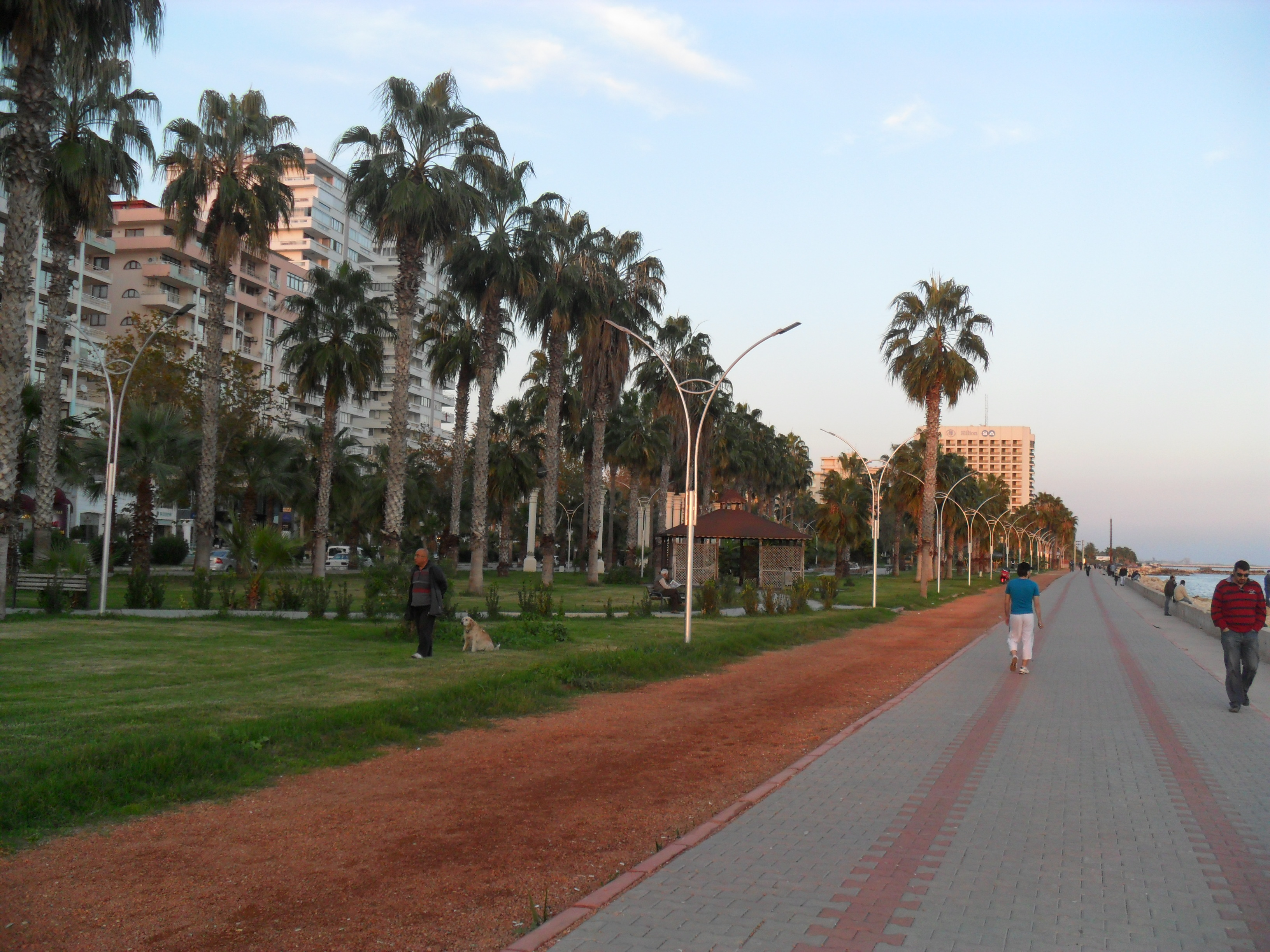
Costa de Mersin
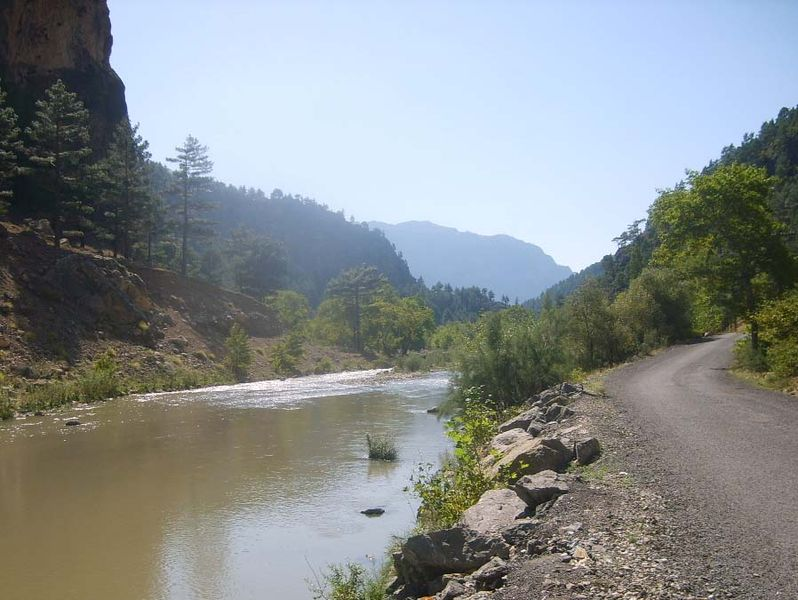
Belemedik, Pozantı Província d'Adana
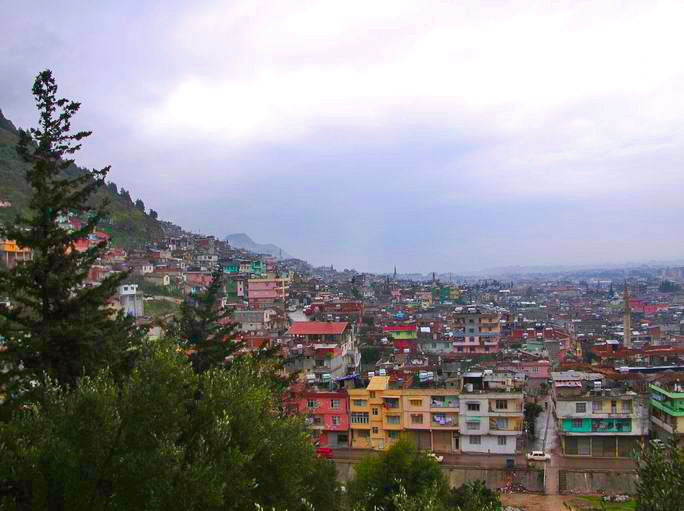
Antioquia Província de Hatay
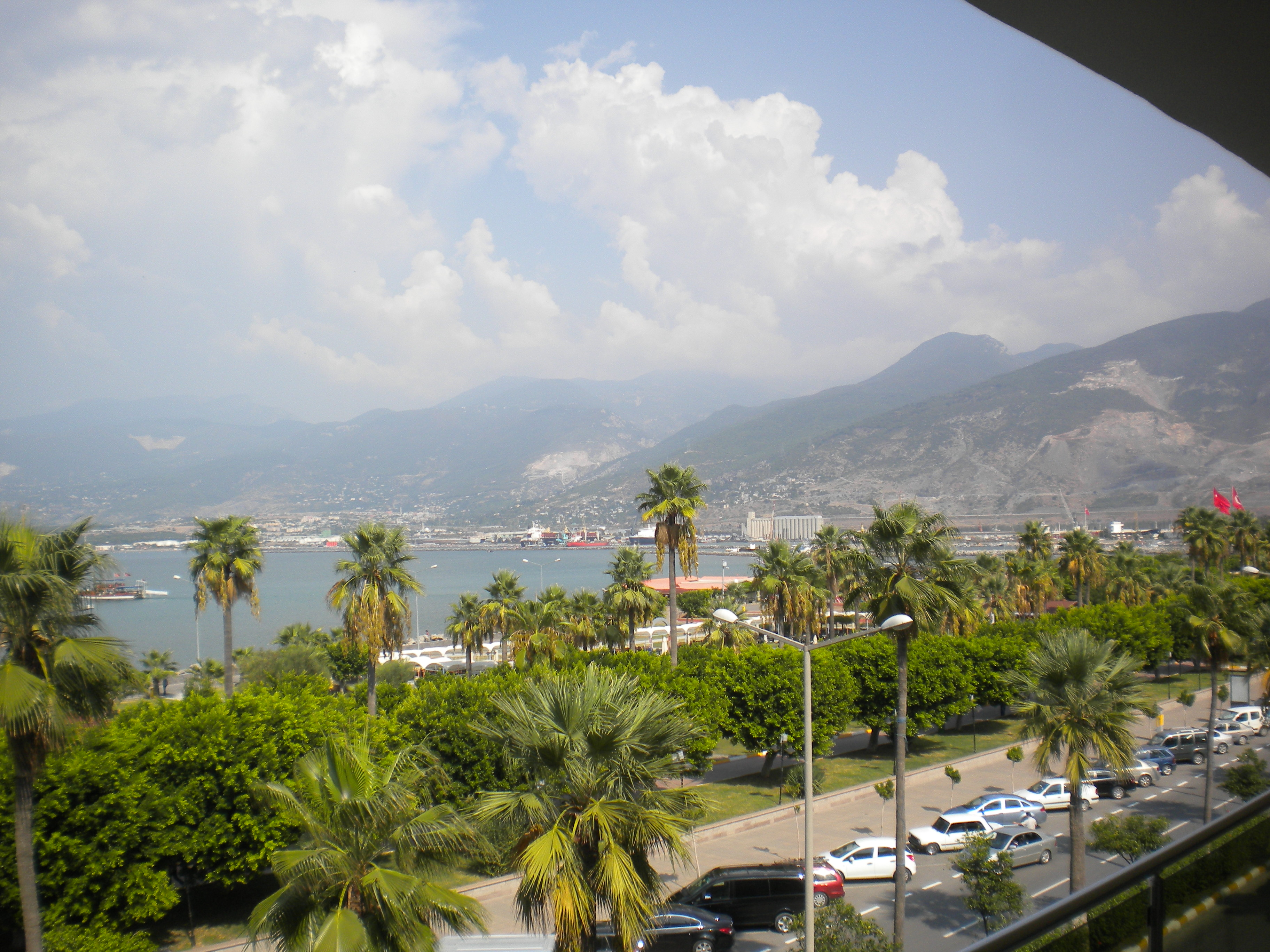
İskenderun Província de Hatay
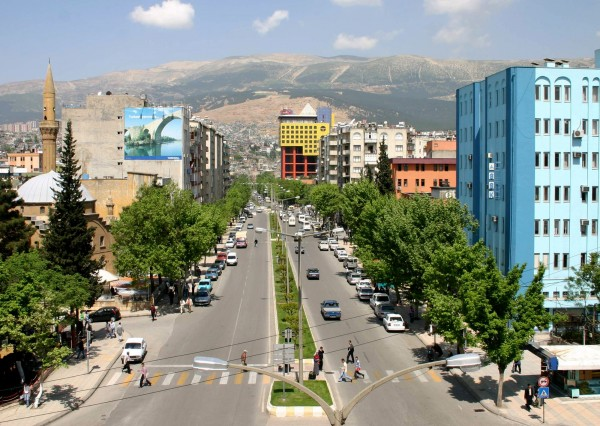
Maraix